# Schistura spilota
Schistura spilota är en fiskart som först beskrevs av Fowler, 1934.  Schistura spilota ingår i släktet Schistura och familjen grönlingsfiskar. IUCN kategoriserar arten globalt som otillräckligt studerad. Inga underarter finns listade i Catalogue of Life.